# Olympische Sommerspiele 2024/Teilnehmer (Laos)
| Gelbes Symbol für Goldmedaillen mit stilisierten Olympischen Ringen | Graues Symbol für Silbermedaillen mit stilisierten Olympischen Ringen | Braundes Symbol für Bronzemedaillen mit stilisierten Olympischen Ringen |
| ------------------------------------------------------------------- | --------------------------------------------------------------------- | ----------------------------------------------------------------------- |
| —                                                                   | —                                                                     | —                                                                       |

Laos nahm an den Olympischen Spielen 2024 vom 26. Juli bis zum 11. August 2024 in Paris teil. Es war die insgesamt elfte Teilnahme an Olympischen Sommerspielen.

## Teilnehmer nach Sportarten

### Leichtathletik
Laufen und Gehen
| Athleten         | Wettbewerb | Vorlauf | Vorlauf | Halbfinale    | Halbfinale    | Finale        | Finale        | Rang          |
| Athleten         | Wettbewerb | Zeit    | Rang    | Zeit          | Rang          | Zeit          | Rang          | Rang          |
| ---------------- | ---------- | ------- | ------- | ------------- | ------------- | ------------- | ------------- | ------------- |
| Frauen           |            |         |         |               |               |               |               |               |
| Silina Pha Aphay | 100 m      | 12,45 s | 6       | ausgeschieden | ausgeschieden | ausgeschieden | ausgeschieden | ausgeschieden |

### Schwimmen
| Athleten            | Wettbewerb     | Vorlauf     | Vorlauf | Halbfinale    | Halbfinale    | Finale        | Finale        | Rang |
| Athleten            | Wettbewerb     | Zeit        | Rang    | Zeit          | Rang          | Zeit          | Rang          | Rang |
| ------------------- | -------------- | ----------- | ------- | ------------- | ------------- | ------------- | ------------- | ---- |
| Frauen              |                |             |         |               |               |               |               |      |
| Ariana Dirkzwager   | 200 m Freistil | 2:07,22 min | 25      | ausgeschieden | ausgeschieden | ausgeschieden | ausgeschieden | 25   |
| Männer              |                |             |         |               |               |               |               |      |
| Steven Insixiengmay | 100 m Brust    | 1:04,64 min | 31      | ausgeschieden | ausgeschieden | ausgeschieden | ausgeschieden | 31   |

### Turnen
Für den Einzelmehrkampf in der Rhythmischen Sportgymnastik erhielt Praewa Misato Philaphandeth eine Wildcard.

#### Rhythmische Sportgymnastik
| Athletinnen                 | Wettbewerb       | Qualifikation | Qualifikation | Finale        | Finale        | Rang |
| Athletinnen                 | Wettbewerb       | Punkte        | Rang          | Punkte        | Rang          | Rang |
| --------------------------- | ---------------- | ------------- | ------------- | ------------- | ------------- | ---- |
| Frauen                      |                  |               |               |               |               |      |
| Praewa Misato Philaphandeth | Mehrkampf Einzel | 87,350        | 24            | ausgeschieden | ausgeschieden | 24   |